# Iqaluit Airport
Iqaluit Airport (franska: Aéroport dIqaluit) är en flygplats i Kanada. Den ligger i den östra delen av landet, 2 100 km norr om huvudstaden Ottawa. Iqaluit Airport ligger 33 meter över havet.
Terrängen runt Iqaluit Airport är huvudsakligen platt, men österut är den kuperad. Havet är nära Iqaluit Airport söderut. Trakten är glest befolkad. Närmaste större samhälle är Iqaluit, 2,2 km sydost om Iqaluit Airport. 
Omgivningarna runt Iqaluit Airport är i huvudsak ett öppet busklandskap.